# 공군공중전투사령부
공군공중전투사령부(空軍空中戰鬪司令部, ROKAF Air Combat Command)는 대한민국 공군의 항공전을 담당하는 공군작전사령부의 예하 사령부이다.

## 역사
2003년 7월 1일 대구공군기지에서 창설되었다.
2015년 3월 27일, 대한민국 국방부는 열린 합동참모회의에서 의결한 공군지휘구조 개편안을 바탕으로, 남부전투사령부를 '공중전투사령부'로 재편성할 것이라고 언론에 발표하였다. 7월 1일부터 12월 31일까지 5개월간의 시범 운영을 마치고, 2016년 1월 1일부터 정식으로 운용된다.

## 편성
- 제1전투비행단 - 광주
- 제8전투비행단 - 원주
- 제10전투비행단 - 수원
- 제11전투비행단 - 대구
- 제16전투비행단 - 예천
- 제17전투비행단 - 청주
- 제18전투비행단 - 강릉
- 제19전투비행단 - 충주
- 제20전투비행단 - 서산
- 제29전술개발훈련비행전대 - 청주
- 제38전투비행전대 - 군산

## 계보
- 남부전투사령부, 2003년 7월 1일 ~ 2015년 6월 30일
- 공중전투사령부 (임시), 2015년 7월 1일 ~ 2015년 12월 31일
- 공중전투사령부, 2016년 1월 1일 ~ 현재

## 같이 보기
- 공군공중기동정찰사령부

## 참고
1. ↑  “공군, 남부전투사령부 창설”. 대한민국 공군. 2003년 6월 30일. 2014년 10월 21일에 원본 문서에서 보존된 문서. 2011년 6월 20일에 확인함.
2. ↑  김태훈 (2015년 3월 31일). “공군 남부·북부사령부, 각각 공중전투·공중기동정찰사령부로 개편”. SBS 뉴스. 2015년 4월 19일에 확인함.
3. ↑  이영재 (2015년 6월 30일). “공군 전투사령부 운영, 지역→기능 중심으로 바뀐다”. 연합뉴스. 2015년 7월 16일에 확인함.
4. ↑  윤상범 (2015년 12월 29일). “공중전투사·공중기동정찰사 새해 공식 출범”. 국방일보. 2015년 12월 30일에 확인함.[깨진 링크(과거 내용 찾기)]

- “공군남부전투사령부령”. 국가법령정보센터. 2014년 4월 16일에 확인함.